# Castello di Sondershausen
Il castello di Sondershausen si trova nella città di Sondershausen, in Turingia, un land della Germania, e fu la residenza dei conti, poi dal 1697 principi di Schwarzburg-Sondershausen.

## Storia
Le parti più antiche del castello risalgono al 1534. Successivamente vennero effettuati ampliamenti che apportarono al castello l'impronta particolare di elementi stilistici rinascimentali, barocchi, rococò e neoclassici, che ne fecero il complesso architettonico più importante della Turingia del nord.
Le stanze storiche del castello sono in gran parte occupate dal museo. Ben 25 sale sono dedicate al tema della cultura a corte e presentano collezioni interessanti, preziose e in parte curiose dei regnanti di un tempo. Altre quattro mostre permanenti sui temi della storia cittadina e regionale, preistoria e protostoria, storia musicale di Sondershausen e natura e ambiente offrono un quadro vivace della storia e dell'attualità. Il pezzo più pregiato del museo è la carrozza dorata, una carrozza da parata unica nel suo genere in Germania.

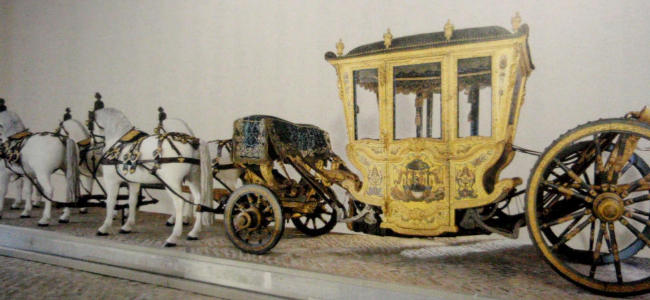
La carrozza dorata

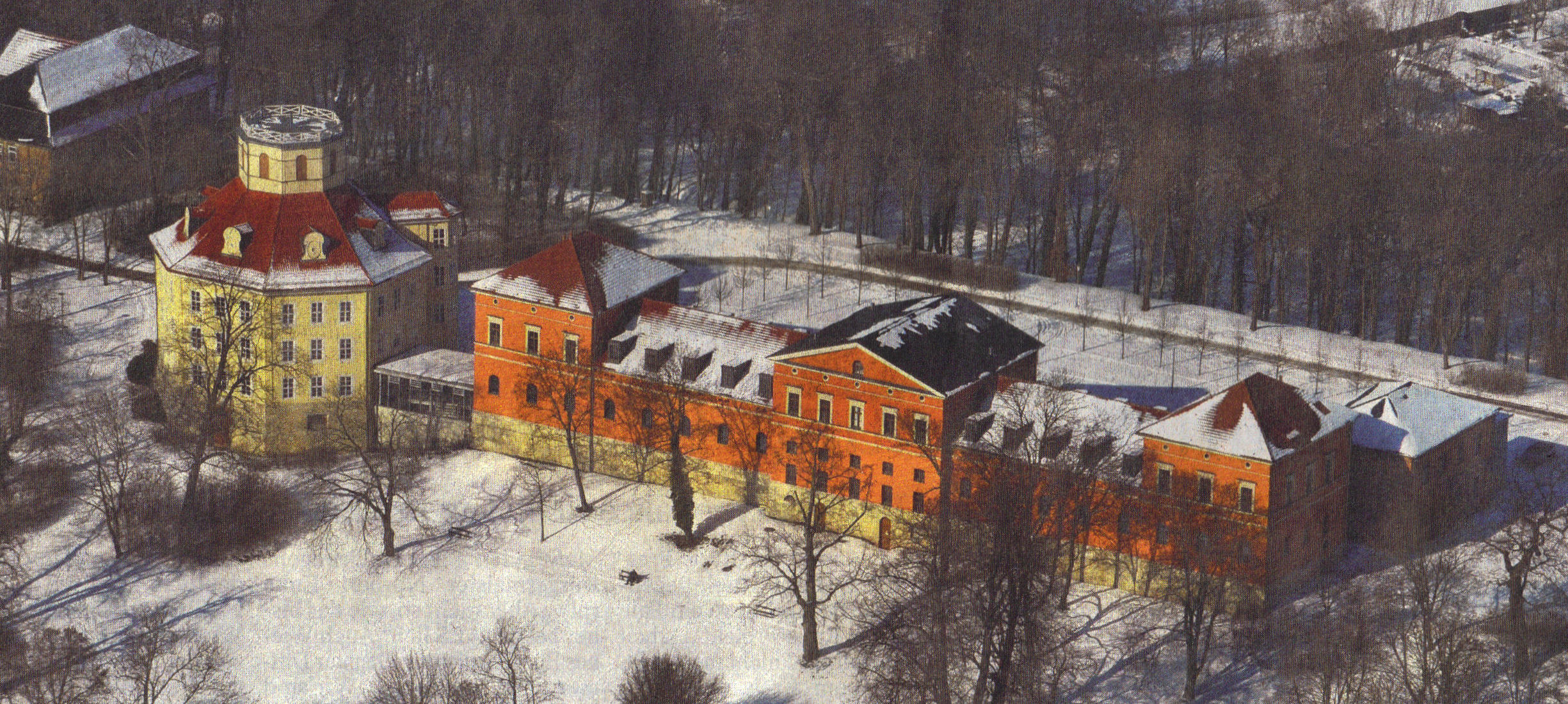
Casa ottagonale e scuderie

Al complesso del castello appartengono anche le scuderie e la casa ottagonale.
Le scuderie, costruite nel 1849, sono state convertite nel 2003 in un edificio ad alta tecnologia. Oggi ospitano la sede dell'Accademia musicale regionale della Turingia, ente di formazione per professioniste e dilettanti che arricchisce con i suoi numerosi eventi la vita culturale cittadina. La casa ottagonale fu costruita nel 1709 a forma di ottagono. Un tempo utilizzata per lo svago della corte, è oggi una sala da concerti molto frequentata.
Il parco di Sondershausen era originariamente un giardino rinascimentale che circondava il castello, trasformato nel XIX secolo in un giardino all'inglese.